# Esino Superiore
Esino Superiore è la sezione di maggior altitudine e più settentrionale dell'abitato di Esino Lario, contrapponendosi ad Esino Inferiore dalla quale era amministrativamente separato fino al 1927.

## Monumenti e luoghi d'interesse
- Chiesa di Sant'Antonio Abate
- Museo delle Grigne
- Torre di Esino
- Villa Gilera